# Ian Borg
Ian Borg (Pietà, 28 febbraio 1986) è un politico maltese, ministro degli affari esteri ed europei e del commercio dal 30 marzo 2022 e vice primo ministro di Malta dal 17 settembre 2024.

## Biografia
Nato a Pietà da una famiglia originaria di Dingli sin da giovane è stato volontario in diverse ONG locali e ha giocato anche a calcio con la squadra locale, il Dingli Swallows Football Club. Nel 2012 si è laureato in giurisprudenza presso l'Università di Malta.
La sua carriera politica è iniziata nel 2005 con l'elezione a sindaco di Dingli, venendo riconfermato alle elezioni del 2008 e del 2012.
Si presentò alle elezioni parlamentari del 2013 col Partito Laburista, venendo eletto in Parlamento con 4186 voti; subito dopo l'elezione è stato nominato Segretario parlamentare per la Presidenza dell'Unione europea e i fondi europei dal Primo ministro Joseph Muscat. Durante il suo mandato come segretario il paese avrebbe registrato un tasso di assorbimento dei fondi europei pari al 100%.
Nel 2017 è stato nominato Ministro dei trasporti, delle infrastrutture e delle grandi opere nel secondo governo Muscat, mantenendo il suo ruolo anche nel primo governo Abela. Successivamente nel secondo governo Abela viene nominato Ministro degli affari esteri ed europei e del commercio.
Il 1º aprile 2024 riceve l'onorificenza dell'Ordine Equestre di Sant'Agata per essere stato l'oratore ufficiale dell'ingresso dei Capitani Reggenti della Repubblica di San Marino.

## Vita privata
Nel 2017 ha sposato Rachelle Dingli a Mdina, dopo una frequentazione durata tre anni.